# CHL Top Prospects Game
CHL Top Prospects Game − mecz pokazowo-towarzyski rozgrywany w trakcie sezonu rozgrywek hokejowych Canadian Hockey League (CHL).
Obecnie uczestniczą w nich dwie drużyny Team Orr i Team Cherry. Nazwy tych drużyn pochodzą od osób prowadzących te zespoły tj. Dona Cherry i Bobby'iego Orra. Składy drużyn kompletowane są z czterdziestu najbardziej perspektywicznych zawodników ligi CHL. Zawody te mają również na celu zwiększenie szansy na udział hokeistów w drafcie NHL.
Wielokrotnie sposób rozgrywania spotkania był zmieniany. Początkowo był to mecz impreza znana jako CHL Challenge All-Star (Mecz Gwiazd ligi CHL) w której grał zespoły Wschodu i Zachodu, poszczególnych przedstawicieli lig (członków CHL), czy też były prowadzone przez innych trenerów tj: Tiger Williams, Kelly Hrudey, John Davidson, Pat Burns, Scotty Bowman, Grant Fuhr, Glenn Anderson, Don Nachbaur, Kelly Kisio, Lanny McDonald, Mike Vernon.

## Wyniki
| Rok  | Wynik                         | Hala                                              |
| ---- | ----------------------------- | ------------------------------------------------- |
| 1992 | Team West 5-4 Team East       | SaskPlace, Saskatoon                              |
| 1993 | WHL/OHL 7-5 QMJHL             | Forum de Montréal, Montreal                       |
| 1994 | WHL/OHL 9-7 QMJHL/Atlantic    | Moncton Coliseum, Moncton                         |
| 1995 | WHL/QMJHL 8-3 OHL             | Kitchener Memorial Auditorium, Kitchener          |
| 1996 | Team Cherry 9-3 Team Orr      | Maple Leaf Gardens, Toronto                       |
| 1997 | Team Orr 7-2 Team Cherry      | Maple Leaf Gardens, Toronto                       |
| 1998 | Team Cherry 4-2 Team Orr      | Maple Leaf Gardens, Toronto                       |
| 1999 | Team Orr 4-3 Team Cherry      | Pengrowth Saddledome, Calgary                     |
| 2000 | Team Orr 6-3 Team Cherry      | Air Canada Centre, Toronto                        |
| 2001 | Team Orr 5-3 Team Cherry      | Pengrowth Saddledome, Calgary, Alberta            |
| 2002 | Team Tiger 7-4 Team Hrudey    | Saskatchewan Place, Saskatoon                     |
| 2003 | Team Cherry 4-3 Team Orr      | Kitchener Memorial Auditorium, Kitchener, Ontario |
| 2004 | Team Orr 6-2 Team Cherry      | John Labatt Centre, London                        |
| 2005 | Team Cherry 8-4 Team Davidson | Pacific Coliseum, Vancouver                       |
| 2006 | Team Orr 7-2 Team Cherry      | Scotiabank Place, Ottawa                          |
| 2007 | Team Red 5-3 Team White       | Colisée Pepsi, Quebec                             |
| 2008 | Team White 8-4 Team Red       | Rexall Place, Edmonton                            |
| 2009 | Team Orr 6-1 Team Cherry      | General Motors Centre, Oshawa                     |
| 2010 | Team Cherry 4-2 Team Orr      | WFCU Centre, Windsor                              |
| 2011 | Team Orr 7-1 Team Cherry      | Air Canada Centre, Toronto                        |
| 2012 | Team Orr 2-1 Team Cherry      | Prospera Place, Kelowna                           |
| 2013 | Team Orr 3-0 Team Cherry      | Scotiabank Centre, Halifax                        |
| 2014 | Team Orr 4-3 Team Cherry      | Scotiabank Saddledome, Calgary                    |